# Richard Turner (riformatore)
Richard Turner (Staffordshire, ... – 1565) è stato un presbitero inglese, riformatore protestante ed esiliato per la sua avversità alla regina Maria I d'Inghilterra.

## Biografia
Nato nello Staffordshire, studiò al Magdalen College di Oxford, di cui divenne Fellow. Si laureò in Bachelor of Arts il 19 luglio 1524, in dottorato di ricerca il 12 luglio 1529 e ottenne un master il 27 gennaio 1536. Il 25 gennaio 1536 fu eletto a una cappella perpetua nel collegio del re a Windsor. Fu nominato da Ralph Morice, segretario di Thomas Cranmer, rettore di Chartham, Kent, dove trascurò i riti cattolici.
Era un convinto sostenitore della supremazia reale e fu in grado di evitare i pericoli che assillavano un ecclesiastico sotto Enrico VIII. Nel 1543 fu presentato un atto d'accusa contro di lui e altri cappellani e predicatori di Cranmer per non aver rispettato lo statuto dei Trentanove articoli di religione; questo attacco era diretto contro lo stesso Cranmer, che tuttavia godeva del favore del re, e le accuse di conseguenza non portarono a nulla. Turner a quel tempo viveva nella famiglia di Ralph Morice. Il 1º luglio 1545 fu preposto al vicariato di St. Stephen's-by-Saltash in Cornovaglia. È stato dubbiosamente identificato con Richard Turner che fu nominato rettore di Chipping Ongar nell'Essex nel 1544 e vicario di Hillingdon nel Middlesex nel 1545. Nel luglio 1549, durante i disordini popolari nel Kent contro i riformatori, Turner si recò al campo dei rivoltosi e predicò contro di loro, sfuggendo per un pelo all'impiccagione.
Suggerì a John Merbecke, organista a Windsor, la compilazione della sua concordanza della Bibbia inglese che apparve nel luglio 1550. Era stato nominato uno dei sei predicatori della cattedrale di Canterbury nel 1550. Il 24 dicembre 1551 fu nominato prebendario a Windsor, e in questo periodo ottenne anche il vicariato di Dartford nel Kent.
L'anno successivo fu raccomandato da Cranmer per l'arcivescovado di Armagh, ma rifiutò, principalmente per la sua ignoranza della lingua irlandese.
All'avvento di Maria I d'Inghilterra andò in esilio. Nel 1555, mentre era a Francoforte, si unì ad altri rifugiati inglesi nel ripudiare pubblicamente i principi di John Knox sul governo civile. Fecero eccezione a diversi passaggi in Faythfull Admonition unto the professours of Gods Truthe in England,  contro la regina Maria, Filippo II di Spagna e l'imperatore Carlo V attirando l'attenzione delle autorità cittadine sulle opinioni di Knox, e di conseguenza venne espulso. A Basilea tenne conferenze sulle epistole agli Ebrei e agli Efesini, e sull'epistola generale di San Giacomo, che erano "pronte per la stampa", secondo Anthony Wood, nel 1558, ma non furono pubblicate.
Turner tornò in Inghilterra al momento dell'ascesa al trono di Elisabetta I e nel 1559 fu restaurato nella canonica di Dartford. L'anno successivo fu selezionato da Matthew Parker come visitatore per riformare gli abusi nelle due diocesi del Kent. Morì probabilmente nel 1565, quando gli succedette come vicario John Appelbie.